# Dead Heart in a Dead World
 (octobre 2017).
Si vous disposez d'ouvrages ou d'articles de référence ou si vous connaissez des sites web de qualité traitant du thème abordé ici, merci de compléter l'article en donnant les références utiles à sa vérifiabilité et en les liant à la section « Notes et références ».
Albums de Nevermore
Dreaming Neon Black
(1999) Enemies of Reality
(2003)
Singles
1. Believe in Nothing
Sortie : 6 décembre 2000

Dead Heart in a Dead World est le quatrième album studio du groupe de heavy metal américain Nevermore, sorti en 2000.

## Présentation
Les chansons abordent des thèmes allant de la critique des pénalités pour possession de drogue au rejet de la religion.
L'album est également remarquable pour être le premier disque de Nevermore utilisant des guitares à sept cordes.
L'album présente une reprise du succès de Simon and Garfunkel, The Sound of Silence, écrit par Paul Simon.
Un single,  Believe in Nothing, est publié le 6 décembre 2000. Ce titre sera repris par le groupe All That Remains sur leur album de 2008, Overcome. Il est également couvert par Firewind en 2008, sur la compilation Covering 20 Years Of Extremes, éditée par Century Media.
En 2005, Dead Heart in a Dead World est classé no 361 des « 500 plus grands albums rock et metal de tous les temps » dans le livre de Rock Hard, magazine allemand spécialisé dans le hard rock et le heavy metal. Lors de la sortie de l'album, ce même magazine lui attribue le statut d'« Album des Monats » (en français : Album du mois).

## Liste des titres
Toutes les paroles sont écrites par Warrel Dane, toute la musique est composée par Jeff Loomis, sauf annotation.
| 1.    | Narcosynthesis                                                      | 5:31 |
| 2.    | We Disintegrate                                                     | 5:12 |
| 3.    | Inside Four Walls                                                   | 4:40 |
| 4.    | Evolution 169                                                       | 5:51 |
| 5.    | The River Dragon Has Come                                           | 5:06 |
| 6.    | The Heart Collector                                                 | 5:56 |
| 7.    | Engines of Hate                                                     | 4:43 |
| 8.    | The Sound of Silence (reprise de Simon and Garfunkel) (Paul Simon)  | 5:14 |
| 9.    | Insignificant                                                       | 4:57 |
| 10.   | Believe in Nothing                                                  | 4:22 |
| 11.   | Dead Heart in a Dead World (Jeff Loomis, Warrel Dane, Jim Sheppard) | 5:06 |
| 56:38 |                                                                     |      |

| 12. | Next in Line        |  |
| 13. | What Tomorrow Knows |  |

| Titres et vidéo bonus - Box set en édition limitée enhanced (Europe, Century Media, 15 novembre 2000) | Titres et vidéo bonus - Box set en édition limitée enhanced (Europe, Century Media, 15 novembre 2000) | Titres et vidéo bonus - Box set en édition limitée enhanced (Europe, Century Media, 15 novembre 2000) | Titres et vidéo bonus - Box set en édition limitée enhanced (Europe, Century Media, 15 novembre 2000) | Titres et vidéo bonus - Box set en édition limitée enhanced (Europe, Century Media, 15 novembre 2000) | Titres et vidéo bonus - Box set en édition limitée enhanced (Europe, Century Media, 15 novembre 2000) | Titres et vidéo bonus - Box set en édition limitée enhanced (Europe, Century Media, 15 novembre 2000) | Titres et vidéo bonus - Box set en édition limitée enhanced (Europe, Century Media, 15 novembre 2000) | Titres et vidéo bonus - Box set en édition limitée enhanced (Europe, Century Media, 15 novembre 2000) | Titres et vidéo bonus - Box set en édition limitée enhanced (Europe, Century Media, 15 novembre 2000) |
| No | Titre                                                                                                 | Durée                                                                                                 | | | | | | | |
| --- | --- | --- | --- | --- | --- | --- | --- | --- | --- |
| 12.                                                                                                   | Love Bites                                                                                            | 5:22                                                                                                  | | | | | | | |
| 13.                                                                                                   | All the Cowards Hide                                                                                  | 5:56                                                                                                  | | | | | | | |
| 14.                                                                                                   | Chances Three                                                                                         | 3:04                                                                                                  | | | | | | | |
| | 'Vidéo'                                                                                               | | | | | | | | |
| | Next in Line                                                                                          | 3:56                                                                                                  | | | | | | | |
| 71:00                                                                                                 | | | | | | | | | |

## Crédits
| - Warrel Dane : chant - Jeff Loomis : guitare, chœurs - Jim Sheppard : basse - Van Williams : batterie | - Production, ingénierie, mixage, mastering : Andy Sneap - Ingénierie (additionnelle) : Bobby Torres, Justin Leeah - Mastering (additionnel) : Ulf Horbelt (titres 12 à 14) - Artwork (illustrations), design : Travis Smith - Photographie : Karen Mason |